# Merionoptila wygodzinskyi
Merionoptila wygodzinskyi är en nattsländeart som beskrevs av Schmid 1959. Merionoptila wygodzinskyi ingår i släktet Merionoptila och familjen stenhusnattsländor. Inga underarter finns listade i Catalogue of Life.